# Talen Horton-Tucker
Talen Jalee Horton-Tucker (Chicago, Illinois, 25 de noviembre de 2000) es un baloncestista estadounidense que pertenece a la plantilla de los Chicago Bulls de la NBA. Con 1,93 metros de estatura, ocupa la posición de escolta.

## Trayectoria deportiva

### Universidad
Jugó una temporada con los Cyclones de la Universidad Estatal de Iowa, en la que promedió 11,8 puntos, 4,9 rebotes, 2,3 asistencias y 1,3 robos de balón por partido. Fue incluido en el mejor quinteto de novatos de la Big-12 Conference.
Tras esa temporada se declaró elegible para el Draft de la NBA, renunciando a las tres temporadas que le quedaban en la universidad.

#### Estadísticas
| Año     | Equipo     | PJ | PT | MPP  | %TC  | %3P  | %TL  | RPP | APP | ROB | TPP | PPP  |
| ------- | ---------- | -- | -- | ---- | ---- | ---- | ---- | --- | --- | --- | --- | ---- |
| 2018–19 | Iowa State | 35 | 34 | 27.2 | .406 | .308 | .625 | 4.9 | 2.3 | 1.3 | .7  | 11.8 |

### Profesional
Fue elegido en la cuadragésimo sexta posición del Draft de la NBA de 2019 por Orlando Magic, pero posteriormente fue traspasado a Los Angeles Lakers a cambio de una futura segunda ronda del draft.
El 12 de septiembre de 2020, Horton-Tucker anotó 9 puntos en el quinto partido de la Semifinal de Conferencia ante Houston Rockets, por lo que el 11 de octubre al vencer a Miami Heat en la final (4-2), se convirtió en el segundo jugador más joven en ganar un campeonato NBA con 19 años y 322 días, solo superado por Darko Miličić (18 años y 356 días).
El 3 de agosto de 2021, acuerda una extensión de contrato con los Lakers por $32 millones y 3 años. En octubre, antes del comienzo de la 2021-22, Tucker es operado del pulgar derecho, por lo que se perdería el inicio de la temporada. El 15 de noviembre ante Chicago Bulls anota 28 puntos. El 7 de abril de 2022 ante Golden State Warriors alcanza los 40 puntos.
El 24 de agosto de 2022 es traspasado, junto a Stanley Johnson a Utah Jazz, a cambio de Patrick Beverley. Durante su primer año en Utah, el 29 de marzo de 2023 ante San Antonio Spurs, alcanza el máximo de anotación de su carrera con 41 puntos.
Tras dos temporadas en Utah, el 4 de septiembre de 2024 firma por Chicago Bulls.

## Estadísticas de su carrera en la NBA
|  | Denota temporadas en las que fue Campeón de la NBA |

### Temporada regular
| Año     | Equipo      | PJ  | PT | MPP  | %TC  | %3P  | %TL  | RPP | APP | ROB | TPP | PPP  |
| ------- | ----------- | --- | -- | ---- | ---- | ---- | ---- | --- | --- | --- | --- | ---- |
| 2019-20 | L.A. Lakers | 6   | 1  | 13.5 | .467 | .308 | .500 | 1.2 | 1.0 | 1.3 | .2  | 5.7  |
| 2020-21 | L.A. Lakers | 65  | 4  | 20.1 | .458 | .282 | .775 | 2.6 | 2.8 | 1.0 | .3  | 9.0  |
| 2021-22 | L.A. Lakers | 60  | 19 | 25.2 | .416 | .269 | .800 | 3.2 | 2.7 | 1.0 | .5  | 10.0 |
| 2022-23 | Utah        | 65  | 20 | 20.2 | .419 | .286 | .750 | 3.2 | 3.8 | .6  | .4  | 10.7 |
| 2023-24 | Utah        | 51  | 11 | 19.8 | .396 | .330 | .807 | 2.4 | 3.5 | .9  | .4  | 10.1 |
| 2024-25 | Chicago     | 58  | 0  | 12.5 | .457 | .336 | .735 | 1.7 | 1.4 | .4  | .2  | 6.5  |
| Total   | Total       | 305 | 55 | 19.5 | .427 | .299 | .771 | 2.6 | 2.8 | .8  | .4  | 9.2  |

### Playoffs
| Año   | Equipo      | PJ | PT | MPP  | %TC  | %3P  | %TL  | RPP | APP | ROB | TPP | PPP |
| ----- | ----------- | -- | -- | ---- | ---- | ---- | ---- | --- | --- | --- | --- | --- |
| 2020  | L.A. Lakers | 2  | 0  | 8.5  | .500 | .400 | —    | 2.5 | .0  | 1.0 | .0  | 7.0 |
| 2021  | L.A. Lakers | 4  | 0  | 12.0 | .458 | .200 | .600 | 3.5 | .5  | .3  | .0  | 6.5 |
| Total | Total       | 6  | 0  | 10.8 | .472 | .300 | .600 | 3.2 | .3  | .5  | .0  | 6.7 |